# Ester Roeck-Hansen

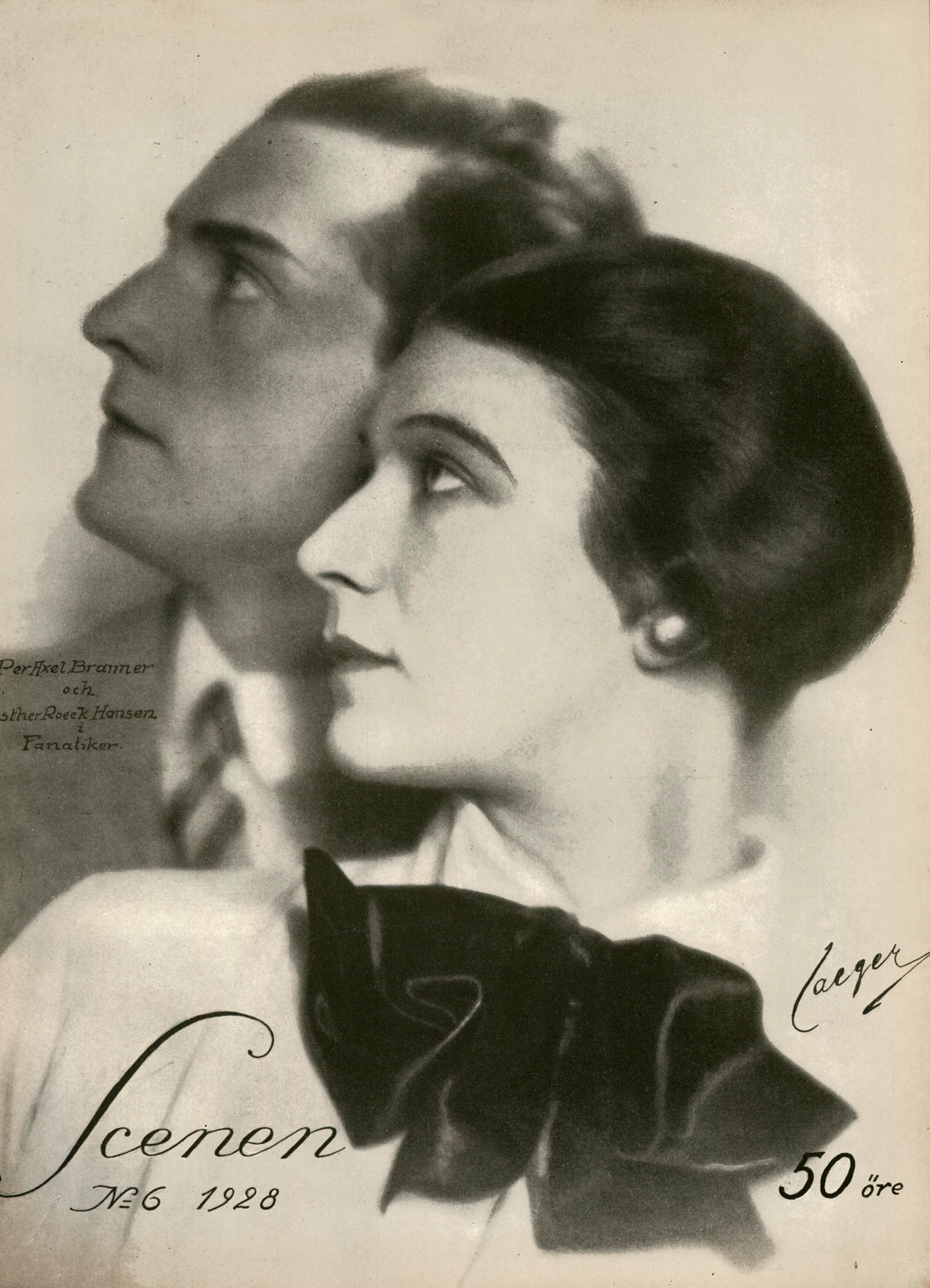
Per-Axel Branner con Ester Roeck-Hansen en Fanatiker (1928)

Ester Roeck-Hansen (12 de agosto de 1897 - 14 de junio de 1987) fue una actriz y directora teatral de nacionalidad sueca.

## Biografía
Nacido en Uddevalla, Suecia, su nombre completo era Ester Linnéa Andersson. 
Roeck-Hansen debutó en las tablas en 1915, trabajando con Axel Engdahl en el Folkteatern de Gotemburgo. Posteriormente estudió teatro en Alemania e Inglaterra. Finalizada su formación, actuó en el Komediteatern, el Blancheteatern y el Vasateatern, haciendo destacadas actuaciones como su papel de Eleonora en Påsk o el de Viola en Noche de reyes. Debutó en el cine en 1926 con el film de Sigurd Wallén Dollarmillionen, actuando en un total de och hon kom att medverka i drygt tio filmer. 
Ester Roeck-Hansen falleció en 1987 en Estocolmo, Suecia. Había estado casada entre 1919 y 1946 con el actor y director teatral Harry Roeck-Hansen.

## Teatro

### Actriz (selección)
- 1923 : Eliza stannar, de Henry V. Esmond, escenografía de Gösta Ekman den äldre, Djurgårdsteatern[1]
- 1923 : Din nästas fästmö, de Adelaide Matthews y Anne Nichols, escenografía de Ernst Eklund, Blancheteatern[2]
- 1924 : Portieren på Maxim, de Charles-Anatole Le Querrec, Gustave Quinson y Henri Geroule, escenografía de Ernst Eklund, Blancheteatern[3]
- 1924 : Det gick en ängel, de Jacques Bousquet y Henri Falk, escenografía de Tollie Zellman, Komediteatern[4]
- 1924 : Fördraget i Auteuil, de Louis Verneuil, escenografía de Einar Fröberg, Blancheteatern[5]
- 1925 : Min polska kusin, de Louis Verneuil, escenografía de Karin Swanström,  Blancheteatern[6]
- 1925 : En sensation hos Mrs Beam, de Charles Kirkpatrick Munro, escenografía de Ernst Eklund, Blancheteatern[7]
- 1925 : Dubbelexponering, de Avery Hopwood, escenografía de Mathias Taube, Blancheteatern[8]
- 1925 : Portieren på Maxim, de Charles-Anatole Le Querrec, Gustave Quinson y Henri Geroule, escenografía de Ernst Eklund, Blancheteatern
- 1926 : Kassabrist, de Vilhelm Moberg, escenografía de Erik "Bullen" Berglund, Blancheteatern[9]
- 1926 : I skolan igen, de André Birabeau, escenografía de Mathias Taube, Blancheteatern[10]
- 1926 : Chou-Chou, de Jacques Bousqeet y Alexandre Madis, escenografía de Einar Fröberg, Blancheteatern[11]
- 1927 : Buketten, de André Birabeau y Georges Dolley, escenografía de Erik "Bullen" Berglund, Komediteatern[12]
- 1927 : Skrämda katter, de Margaret Mayo y Aubrey Kennedy, escenografía de Erik "Bullen" Berglund, Djurgårdsteatern[13][14]
- 1927 : Guldgrävare, de Avery Hopwood, escenografía de Ernst Eklund, Djurgårdsteatern[15]
- 1927 : Håkansbergsleken, de Einar Holmberg, escenografía de Harry Roeck-Hansen, Blancheteatern[16]
- 1927 : Det farliga året, de Rudolf Lothar y Hans Bachwitz, escenografía de Harry Roeck-Hansen, Blancheteatern[17]
- 1927 : Livets gång, de Clemence Dane, escenografía de Harry Roeck-Hansen, Blancheteatern[18]
- 1928 : Bobbys sista natt, de James Barclay, escenografía de Harry Roeck-Hansen, Blancheteatern[19]
- 1928 : Fanatiker, de Miles Malleson, escenografía de Harry Roeck-Hansen, Blancheteatern[20]
- 1928 : Domprosten Bomander, de Mikael Lybeck, escenografía de Harry Roeck-Hansen, Blancheteatern[21]
- 1928 : Hertiginnan av Elba, de Rudolf Lothar y Oscar Winterstein, escenografía de Harry Roeck-Hansen, Blancheteatern[22]
- 1928 : Mary Dugans process, de Bayard Veiller, escenografía de Harry Roeck-Hansen, Blancheteatern[23]
- 1929 : Påsk, de August Strindberg, escenografía de Harry Roeck-Hansen, Blancheteatern[24]
- 1929 : Såna barn, de Maxwell Anderson, escenografía de Erik "Bullen" Berglund, Blancheteatern[25]
- 1929 : Maya, de Simon Gantillon, escenografía de Harry Roeck-Hansen, Blancheteatern[26]
- 1929 : S.k. kärlek, de Edwin J. Burke, escenografía de Harry Roeck-Hansen, Djurgårdsteatern[27]
- 1929 : Skiljas, de Clemence Dane, escenografía de Harry Roeck-Hansen, Blancheteatern[28]
- 1929 : Brevet, de W. Somerset Maugham, escenografía de Harry Roeck-Hansen, Blancheteatern[29]
- 1930 : Ett dubbelliv, de Henri-René Lenormand, escenografía de Harry Roeck-Hansen, Blancheteatern[30]
- 1930 : Den heliga lågan, de W. Somerset Maugham, escenografía de Harry Roeck-Hansen, Blancheteatern[31]
- 1930 : En man till påseende, de Frederick Lonsdale, escenografía de Per-Axel Branner, Blancheteatern[32]
- 1930 : Storken, de Thit Jensen, escenografía de Harry Roeck Hansen, Blancheteatern
- 1931 : Bandet, de August Strindberg, escenografía de Harry Roeck-Hansen, Blancheteatern[33]
- 1931 : Trångt om saligheten, de Valentin Katajev, escenografía de Harry Roeck-Hansen, Blancheteatern
- 1931 : Lidelser, de August Villeroy, escenografía de Sture Baude, Blancheteatern[34]
- 1931 : Sex appeal, de Frederick Lonsdale, escenografía de Harry Roeck-Hansen, Blancheteatern[35]
- 1931 : Vägen framåt, de Helge Krog, escenografía de Harry Roeck-Hansen, Blancheteatern[36]
- 1931 : Storken, de Thit Jensen, escenografía de Harry Roeck Hansen, Blancheteatern
- 1932 : Kamrat Arina står brud, de I.M. Wolkow, escenografía de Harry Roeck-Hansen, Blancheteatern[37]
- 1932 : Fallna änglar, de Noël Coward, escenografía de Sture Baude, Blancheteatern[38]
- 1932 : Syndafloden, de Henning Berger, escenografía de Harry Roeck-Hansen, Blancheteatern[39]
- 1932 : Harrys bar, de Berndt Carlberg y Gösta Chatham, escenografía de Nils Johannisson, Blancheteatern[40]
- 1932 : Hotellrummet, de Pierre Rocher, escenografía de Harry Roeck-Hansen, Blancheteatern[41]
- 1932 : Urspårad, de Karl Schlüter, escenografía de Svend Gade, Blancheteatern[42]
- 1933 : Livet har rätt, de Dicte Sjögren, escenografía de Harry Roeck-Hansen, Blancheteatern[43]
- 1933 : Hela havet stormar, de Ronald Mackenzie, escenografía de Per Lindberg, Blancheteatern[44]
- 1933 : Noche de reyes, de William Shakespeare, escenografía de Per Lindberg, Blancheteatern[45]
- 1933 : Mollusken, de Hubert Henry Davies, escenografía de Harry Roeck Hansen, Blancheteatern[46]
- 1933 : Vi Hallams, de Rose Franken, escenografía de Knut Martin, Blancheteatern[47][48]
- 1933 : Spillror, de Dicte Sjögren, escenografía de Harry Roeck-Hansen, Blancheteatern[49]
- 1934 : Treklang, de Helge Krog, escenografía de Per Lindberg, Blancheteatern[50]
- 1934 : Razzia, de Kar de Mumma, escenografía de Harry Roeck-Hansen, Blancheteatern[51]
- 1934 : Domino, de Marcel Achard, escenografía de Per Lindberg, Blancheteatern[52]
- 1934 : Flickor i uniform, de Christa Winsloe, escenografía de Harry Roeck Hansen, Blancheteatern[53]
- 1935 : Familjen Cantrell, de Louis De Geer, escenografía de Ester Roeck-Hansen, Blancheteatern[54]
- 1935 : Han, hon och han, de Noël Coward, escenografía de Ragnar Arvedson, Blancheteatern[55]
- 1935 : Bizarr musik, de Rodney Ackland, escenografía de Harry Roeck-Hansen, Blancheteatern[56]
- 1935 : Gatumusikanter, de Paul Schurek, escenografía de Sigurd Magnussøn, Blancheteatern[57]
- 1935 : Livets gyllene ögonblick, de Keith Winters, escenografía de Harry Roeck-Hansen, Blancheteatern
- 1936 : Bättre mans barn, de Gertrude Friedberg, escenografía de Harry Roeck-Hansen, Blancheteatern[58] y Vasateatern[59]
- 1936 : Därom tiger munnen, de Roger Martin du Gard, escenografía de Per Lindberg, Blancheteatern[60]
- 1936 : Den store guden Brown, de Eugene O'Neill, escenografía de Per Lindberg, Vasateatern[61]
- 1936 : Han som ville bli bedragen, de Fernand Crommelynck, escenografía de Per Lindberg, Vasateatern[62]
- 1936 : Getingboet, de G.S. Donisthorpe, escenografía de Harry Roeck-Hansen, Blancheteatern[63]
- 1936 : De oskyldiga, de Lillian Hellman, escenografía de Harry Roeck-Hansen, Blancheteatern[64]
- 1936 : En dotter av Kina, de Hsiung Shih-i, escenografía de Johan Falck, Blancheteatern[65]
- 1937 : Kunglighet, de Robert E. Sherwood, de escenografía de Harry Roeck-Hansen, Blancheteatern[66]
- 1937 : Hans första premiär, de Svend Rindom, escenografía de Harry Roeck-Hansen, Blancheteatern[67]
- 1937 : Min son är min, de D. H. Lawrence, escenografía de Harry Roeck-Hansen, Blancheteatern[68]
- 1937 : Därom tiger munnen, de Roger Martin du Gard, escenografía de Per Lindberg, Blancheteatern[69]
- 1938 : Min hustru doktor Carson, de St. John Greer Ervine, escenografía de Harry Roeck-Hansen, Blancheteatern[70]
- 1939 : Madame Bovary, de Gaston Baty, escenografía de Harry Roeck-Hansen, Blancheteatern[71]
- 1939 : Vanartiga föräldrar, de Jean Cocteau, escenografía de Harry Roeck-Hansen, Blancheteatern[72]
- 1939 : Vibrationer, de Charles Morgan, escenografía de Harry Roeck-Hansen, Blancheteatern[73]
- 1940 : Tony ritar en häst, de Lesley Storm, escenografía de Harry Roeck-Hansen, Blancheteatern[74]
- 1940 : Här har jag varit förut, de J. B. Priestley, escenografía de Harry Roeck-Hansen, Blancheteatern[75]
- 1940 : Duo, de Paul Géraldy y Colette, escenografía de Harry Roeck Hansen, Blancheteatern[76]
- 1940 : Plats för leende, de S. N. Behrman, escenografía de Harry Roeck Hansen, Blancheteatern[77]
- 1941 : Tío Vania, de Antón Chéjov, escenografía de Harry Roeck-Hansen, Blancheteatern[78]
- 1941 : På solsidan, de Helge Krog, escenografía de Hans Jacob Nilsen, Blancheteatern[79]
- 1941 : Skilda språk, de Samuel Nathaniel Behrman, escenografía de Harry Roeck-Hansen, Blancheteatern[80]
- 1941 : Midsommardröm i fattighuset, de Pär Lagerkvist, escenografía de Per Lindberg, Blancheteatern[81]
- 1942 : Cándida, de George Bernard Shaw, escenografía de Harry Roeck-Hansen, Blancheteatern[82]
- 1942 : På livets botten, de Máximo Gorki, escenografía de Jura Tamkin, Blancheteatern[83]
- 1942 : Sol i dimma, de Emlyn Williams, escenografía de Harry Roeck-Hansen, Blancheteatern[84]
- 1942 : Väninnor, de John Van Druten, escenografía de Harry Roeck-Hansen, Blancheteatern[85]
- 1943 : Rus, de Rudolf Värnlund, escenografía de Per Lindberg, Blancheteatern[86]
- 1943 : Jag är sjutton år, de Paul Vandenberghe, escenografía de Harry Roeck-Hansen, Blancheteatern[87]
- 1943 : De små rävarna, de Lillian Hellman, escenografía de Harry Roeck-Hansen, Blancheteatern[88]
- 1944 : Det ljusnar vid 7-tiden, de Paul Osborn, escenografía de Harry Roeck-Hansen, Blancheteatern[89]
- 1944 : El jardín de los cerezos, de Antón Chéjov, escenografía de Harry Roeck-Hansen, Blancheteatern[90]
- 1944 : Med clippern västerut, de Elmer Rice, escenografía de Helge Hagerman, Blancheteatern[91]
- 1944 : Det evigt manliga, de Philip Barry, escenografía de Harry Roeck-Hansen, Blancheteatern[92]
- 1944 : Den obetvingade segern, de Maxwell Anderson, escenografía de Sam Besekow, Blancheteatern[93]
- 1945 : Det blåser en vind, de Lillian Hellman, escenografía de Harry Roeck-Hansen, Blancheteatern[94]
- 1945 : När kvinnor mötas, de Rachel Crothers, escenografía de Sam Besekow, Blancheteatern[95]
- 1946 : Espectros, de Henrik Ibsen, escenografía de Harry Roeck-Hansen, Blancheteatern[96]
- 1946 : Pat regerar, de Jerome Chodorov y Joseph Fields, escenografía de Håkan Westergren, Blancheteatern[97]
- 1946 : Vår i september, de Jean Jacques Bernard, escenografía de Gunnar Olsson, Blancheteatern[98]
- 1946 : Man kan aldrig veta, de George Bernard Shaw, escenografía de Harry Roeck-Hansen, Blancheteatern[99]
- 1947 : Krigsmans erinran, de Herbert Grevenius, escenografía de Henrik Dyfverman, Blancheteatern[100]
- 1947 : Han träffas inte här, de Gustaf Hellström, escenografía de Ernst Eklund, Blancheteatern[101]
- 1949 : Dödsdansen, de August Strindberg, escenografía de Gunnar Olsson, Blancheteatern[102]
- 1949 : De fem fåglarna, de Staffan Tjerneld, escenografía de Björn Berglund, Blancheteatern[103]
- 1953 : Hustruleken, de Louis Verneuil, escenografía de Gösta Cederlund, Vasateatern[104]

### Directora
- 1935 : Familjen Cantrell, de Louis De Geer, Blancheteatern

## Filmografía (selección)
- 1926 : Dollarmillionen
- 1926 : Murtovarkaus
- 1931 : Hotell Paradisets hemlighet
- 1932 : Svarta rosor
- 1933 : Flickan från varuhuset
- 1944 : ...och alla dessa kvinnor
- 1945 : Kungliga patrasket
- 1947 : Sjätte budet
- 1949 : Kärleken segrar
- 1951 : Dårskapens hus
- 1952 : För min heta ungdoms Skull
- 1956 : Flickan i frack